# Držková
Držková település Csehországban, a Zlíni járásban. Držková Hošťálková, Rajnochovice, Rusava, Chvalčov, Vlčková, Podkopná Lhota és Kašava településekkel határos. Lakosainak száma 371 fő (2024. január 1.).

## Népesség
A település lakosságának változását az alábbi diagram mutatja:
| Lakosok száma | 790  | 789  | 743  | 584  | 405  | 331  | 363  | 363  | 366  | 371  |
|               | 1869 | 1890 | 1921 | 1950 | 1980 | 2001 | 2017 | 2019 | 2022 | 2024 |